# 彼得·魯緬采夫

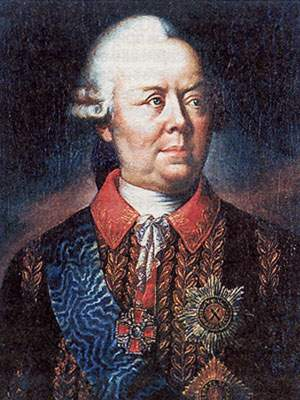
鲁缅采夫陆军元帅

彼得·亚历山德罗维奇·鲁缅采夫-扎杜奈斯基（Pyotr Alexandrovich Rumyantsev-Zadunaisky）（1725年1月15日—1796年12月19日），俄罗斯帝国名将，俄罗斯帝国陆军元帅。
鲁缅采夫出身将门，6岁从军，15岁担上军官。18岁时参加俄瑞战争，任步兵团上校团长。1748年参加奥地利王位继承战争，1755年晋升为少将。七年战争（1756－1763）时期先后任旅长、师长，在1757年七年戰爭大耶格尔斯多夫战役中反败为胜，全歼普军，鲁缅采夫一战成名。在1768年－1774年第五次俄土战争中，鲁缅采夫任集团军司令，于1770年晋升为元帅，数次率处于劣势的俄军以少胜多大败土军，迫使土耳其签订《小凯纳尔贾和约》，鲁缅采夫也因此获得扎杜奈斯基（Zadunaisky外多瑙河胜利者）称号。
鲁缅采夫的军事思想对后世的亚历山大·苏沃洛夫、米哈伊尔·库图佐夫等俄国将领均有重大影响，他的主要著作有《指南》、《军规》和《意见书》等。其中《指南》、《军规》是为部队所写的用于指导训练与作战的条令，《意见书》是写给女皇叶卡捷琳娜二世的奏折。